# Michèle Bitton
 (mars 2025).
La mise en forme du texte ne suit pas les recommandations de Wikipédia : il faut le « wikifier ».
Les points d'amélioration suivants sont les cas les plus fréquents. Le détail des points à revoir est peut-être précisé sur la page de discussion.
- Les titres sont pré-formatés par le logiciel. Ils ne sont ni en capitales, ni en gras.
- Le texte ne doit pas être écrit en capitales (les noms de famille non plus), ni en gras, ni en italique, ni en « petit »…
- Le gras n'est utilisé que pour surligner le titre de l'article dans l'introduction, une seule fois.
- L'italique est rarement utilisé : mots en langue étrangère, titres d'œuvres, noms de bateaux, etc.
- Les citations ne sont pas en italique mais en corps de texte normal. Elles sont entourées par des guillemets français : « et ».
- Les listes à puces sont à éviter, des paragraphes rédigés étant largement préférés. Les tableaux sont à réserver à la présentation de données structurées (résultats, etc.).
- Les appels de note de bas de page (petits chiffres en exposant, introduits par l'outil «  Source ») sont à placer entre la fin de phrase et le point final[comme ça].
- Les liens internes (vers d'autres articles de Wikipédia) sont à choisir avec parcimonie. Créez des liens vers des articles approfondissant le sujet. Les termes génériques sans rapport avec le sujet sont à éviter, ainsi que les répétitions de liens vers un même terme.
- Les liens externes sont à placer uniquement dans une section « Liens externes », à la fin de l'article. Ces liens sont à choisir avec parcimonie suivant les règles définies. Si un lien sert de source à l'article, son insertion dans le texte est à faire par les notes de bas de page.
- La présentation des références doit suivre les conventions bibliographiques. Il est recommandé d'utiliser les modèles {{Ouvrage}}, {{Chapitre}}, {{Article}}, {{Lien web}} et/ou {{Bibliographie}}. Le mode d'édition visuel peut mettre en forme automatiquement les références.
- Insérer une infobox (cadre d'informations à droite) n'est pas obligatoire pour parachever la mise en page.

Pour une aide détaillée, merci de consulter Aide:Wikification.
Si vous pensez que ces points ont été résolus, vous pouvez retirer ce bandeau et améliorer la mise en forme d'un autre article.
Pour les articles homonymes, voir Bitton.
Michèle Bitton, née le 30 juin 1947, est une sociologue française contemporaine.
Docteur en sociologie depuis 1988, sa thèse, dirigée par la professeure Sylvia Ostrowetsky, portait sur « Le mythe juif de Lilith : de la féminité démoniaque au féminisme1». Plusieurs articles et un ouvrage ont prolongé cette thèse. Ses publications ont ensuite exploré différents champs de l’histoire des femmes juives, et plus récemment l’histoire de la Commune de Marseille de 1871.
1	Le Mythe juif de Lilith : de la féminité démoniaque au féminisme,	thèse de doctorat sous la direction de Sylvia Ostrowetsky, Université de Provence, 1988 : https://theses.fr/1988AIX10031

## Publications
- 1990 : « Lilith ou la Première Ève : un mythe juif tardif », Archives des Sciences Sociales des Religions, no 71, 1990, p. 113-136. http://www.persee.fr/web/revues/home/prescript/
- 1996 : Être juif en France aujourd'hui, Michèle Bitton, Lionel Panafit, préf. Bruno Étienne, Paris, Hachette, 1996, 241 p.
- 1999 : Poétesses et lettrées juives. Une mémoire éclipsée, Paris, Publisud, 1999 3,4.
- 2000 : « Des hommes sous les balcons des femmes à la synagogue », dans Femmes entre ombre et lumière. Recherches sur la visibilité sociale (XVIe – XXe siècles), sous la direction de Geneviève Dermenjian, Jacques Guilhaumou et Martine Lapied, Groupe de Recherches Femmes-Méditerranée, Paris, Publisud, p. 53-64.  (ISBN 2-86600-388-8). En ligne sur http://www.afmeg.info/spip.php?article121.
- 2002 : Présences féminines juives en France : XIXe – XXe siècles : cent itinéraires, 2M éditions, 2002, 276 p.  (ISBN 2-9518871-0-8)
- 2004 Femmes, familles, filiations : société et histoire, ouvrage collectif, textes réunis et édités par Marcel Bernos et Michèle Bitton en hommage à Yvonne Knibiehler, préf. de Maurice Agulhon, Publications de l'Université de Provence, Coll. Collection Le Temps de l'histoire, 2004, 300 p. https://books.openedition.org/pup/6937?lang=fr
- 2004 : « Adam et Ève et les autres expressions du masculin et du féminin dans les premiers chapitres hébraïques de la Genèse », dans Femmes, familles, filiations. Société et histoire, études réunies par Marcel Bernos et Michèle Bitton, en hommage à Yvonne Knibiehler, Publications de l'Université de Provence, Aix-en-Provence, 2004, p. 193-204.https://books.openedition.org/pup/6977?lang=fr
- 2005 : Lilly Scherr : une historienne juive insoumise : sa vie, ses œuvres, sa bibliothèque à Marseille, coécrit avec Michèle Hassoun, Marseille, BJM éditions, 2005, 291 p.
- 2005 : « Le manifeste sur l’immortalité de l’âme de Sarra Copia Sulam Hebrea (Venise, 1621) », dans Écritures, no 1, 2005, Les femmes et l’Écriture. L’amour profane et l’amour sacré, sous la dir. de Claude Cazalé-Bérard (Publication du Centre de recherches italiennes Université ParisX-Nanterre, 2005, p. 111-123.  (ISBN 978-295258[à vérifier : ISBN invalide])
- 2007 : « Lilith et Adam. Une légende sans dessus dessous », Pardès, no 43, 2007, Quand les femmes lisent la Bible, sous la direction de Janine Elkouby et Sonia Sarah Lipsyc, p. 37-51. http://www.cairn.info/revue-pardes-2007-2-page-37.htm
- 2008 : « La légende de Lilith et les protections magiques de la mère et du nouveau-né. Persistances de pratiques millénaires », dans La puissance maternelle en Méditerranée, sous la direction de Geneviève Dermenjian, Jacques Guilhaumou et Martine Lapied, Arles, Actes Sud, 2008, p. 69-86.  (ISBN 978-2-7427-8073-0). (Ouvrage en cours de traduction en espagnol).
- 2010 : Lilith, l’épouse de Satan, avec Catherine Halpern, Larousse, coll. Dieux Mythes et Héros, 2010  (ISBN 2035847982)  (ISBN 978-2-03-584798-0) https://journals.openedition.org/genrehistoire/1159
- 2014 : 110 femmes juives qui ont marqué la France : XIXe et XXe siècles : dictionnaire, Nantes, éditions Normant, 2014, 678 p. ( (ISBN 978-2-915685-61-9 et 2-915685-61-4), (OCLC 884417882))
- 2021 : Gaston Crémieux journaliste à l’Égalité avant la Commune de Marseille (1er mai 1870-20 mars 1871), Marseille, 2021, 284 p.  (ISBN 978-2-9531005-1-8)
- 2024 : 1871 la Commune de Marseille : du drapeau rouge au bagne calédonien, Marseille, 2024, 285 p.  (ISBN 978-2-9531005-2-5)

## Sources, notes et références
- Marcel Bernos et Michèle Bitton (dir.)Femmes, familles, filiations. Société et Histoire. Études réunies en hommage à Yvonne Knibiehler, compte rendu du livre
- Joëlle Allouche Benayoun, « Michèle BITTON, Poétesses et lettrées juives. Une mémoire éclipsée, Paris, Publisud, 1999, 222 pages ; - Présences féminines juives en France. XIXe – XXe siècles . Cent itinéraires, Pertuis, 2M éditions, 2002, 276 pages. », in la revue Clio, no 24-2006, dossier « Variations » mis en ligne le 03 octobre 2007. Consulté le 15 juillet 2010.

1. ↑  Voir cf. Notice d'autorité personne de la BnF.
2. ↑  Ibid.